# Пакаэмбу (стадион)
«Па́улу Маша́ду ди Карва́лью», более известный как «Пакаэмбу́», — футбольный стадион в Сан-Паулу, расположенный в окрестностях района Пакаэмбу. Стадион принадлежит муниципальной префектуре Сан-Паулу. До ввода в эксплуатацию Мараканы в 1950 году он имел статус национального стадиона, сборная Бразилии довольно регулярно играла на нём до конца 1960-х годов. Стадион был открыт 27 апреля 1940 года в присутствии президента Бразилии Жетулиу Варгаса, интервента Адьемара де Барроса и мэра Сан-Паулу Престеса Майя. Стадион вмещает 40 199 зрителя, размеры поля — 104 метра в длину и 70 метров в ширину.
Стадион назван в честь Паулу Машаду ди Карвалью. Он был начальником бразильской делегации на чемпионате мира 1958, основателем телекомпании Rede Record, одной из крупнейших телевизионных компаний в Бразилии, а также был известен как «Маршал Победы».

## История

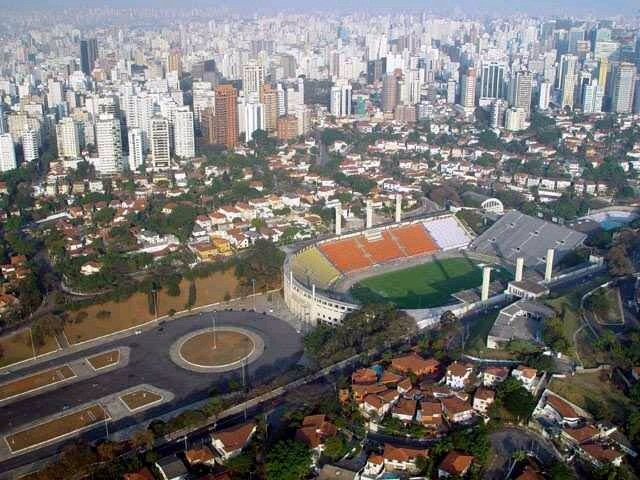

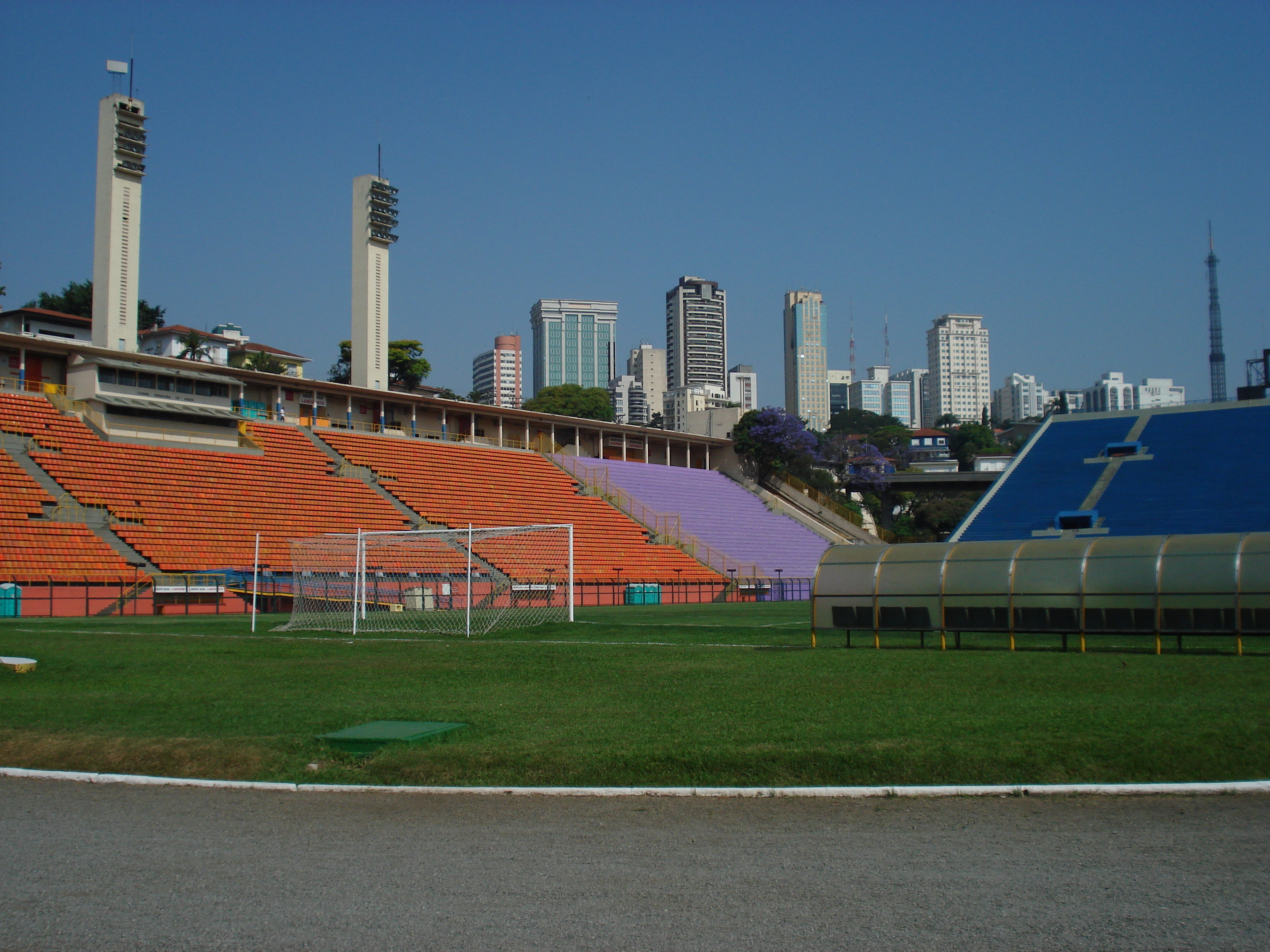

Первый матч на стадионе «Пакаэмбу» состоялся 27 апреля 1940 года, когда встретились «Палестра Италия» («Палестра Италия» было первоначальным названием «Палмейраса») и «Коритиба». «Палестра Италия» обыграла «Коритибу» со счётом 6:2. Первый гол на стадионе был забит игроком «Коритибы» Зекиньей. После этого матча был сыгран другой матч, в котором «Коринтианс» обыграл «Атлетико Минейро» со счётом 4:2. Оба матча проводились в рамках Кубка города Сан-Паулу. 4 мая 1940 года был сыгран финал Кубка города Сан-Паулу. «Палестра Италия» со счётом 2-1 обыграла «Коринтианс», став первым клубом, выигравшим турнир на стадионе «Пакаэмбу».
Всего вплоть до 2014 года «Коринтианс» сыграл на «Пакаэмбу» 1689 матчей, выиграв 966 матчей, сыграв вничью 396 раз и проиграв 327 матчей. «Алвинегрос» забили на этой арене 3308 голов и пропустили 1924.
24 мая 1942 года, на матче между «Коринтиансом» и «Сан-Паулу», завершившемся вничью 3:3, была зафиксирована на данный момент рекордная посещаемость стадиона — игру посетило 71 281 человек. 20 сентября 1942 года «Палмейрас» сыграл свой первый матч после смены названия (предыдущим было «Палестра Италия»). «Палмейрас» обыграл «Сан-Паулу» 3:1, выиграв чемпионат штата Сан-Паулу, проводившийся в том году. В 1945 году был зафиксирован самый крупный счёт на стадионе, когда «Сан-Паулу» обыграл «Жабакуару» 12:1.
В 2005 году стадион служил в качества пит-стопа во время американского гоночного шоу The Amazing Race 9. 11 мая 2007 года Папа Римский Бенедикт XVI встретился с бразильской в рамках своей апостольской поездки в Бразилию по случаю пятой генеральной конференции епископов Латинской Америки и Карибского бассейна. Стадион был домашней ареной «Коринтианса» до его переезда на «Арену Коринтианс» в 2014 году. Через два года после переезда на «Итакеран», 8 августа 2016, «Коринтианс» вернулся на «Пакаэмбу», где сыграл матч 19 тура чемпионата Бразилии против «Крузейро» — «тимау» сделали это из-за занятости своего основного стадиона в Олимпийских играх. Игра завершилась со счётом 1:1. В настоящее время Пакаэмбу является резервной ареной для различных команд штата.
Стадион также является главной ареной для проведения матчей по регби с участием сборной Бразилии.

## Чемпионат мира 1950
На стадионе «Пакаэмбу» было сыграно несколько матчей чемпионата мира 1950, которыми были:
| Дата         | Время | Команда #1 | Счёт | Команда #2 | Раунд           | Зрителей |
| ------------ | ----- | ---------- | ---- | ---------- | --------------- | -------- |
| 25 июня 1950 | 15:00 | Швеция     | 3:2  | Италия     | Группа 3        | ~50,000  |
| 28 июня 1950 | 15:00 | Бразилия   | 2:2  | Швейцария  | Группа 1        | ~42,000  |
| 2 июля 1950  | 15:00 | Италия     | 2:0  | Парагвай   | Группа 3        | ~26,000  |
| 9 июля 1950  | 15:00 | Уругвай    | 2:2  | Испания    | Финальный раунд | ~44,000  |
| 13 июля 1950 | 15:00 | Уругвай    | 3:2  | Швеция     | Финальный раунд | ~8,000   |
| 16 июля 1950 | 15:00 | Швеция     | 3:1  | Испания    | Финальный раунд | ~11,000  |

## Концерты
- 27, 28 и 30 января 1995 года британская рок-группа The Rolling Stones провела на стадионе три аншлаговых концерта, собрав в общей сложности 131 253 зрителя.
- 26 ноября 1995 года британский певец Элтон Джон выступил перед 40 000 зрителей.
- В 2002 году американская рок-группа Red Hot Chili Peppers выступила на стадионе в рамках тура в поддержку альбома By the Way.
- В 2005 году канадская певида Аврил Лавин в рамках тура в поддержку альбома Bonez.
- бразильский певец Роберту Карлус выступил на концерте в 2001 году.
- Британская хеви-метал-группа Iron Maiden дважды выступала на стадионе: в 1996 и 2004 годах.

## Музей
29 сентября 2008 года был открыт Музей футбола. Он был создан для того, чтобы рассказать об истории бразильского футбола. Музей занимает площадь в 6 900 м², был построен за 32,5 миллиона бразильских реалов и расположен позади трибун стадиона. Для строительства музея, длившегося 13 месяцев, было нанято 680 рабочих.